# Захват ваххабитами высоты 715,3
Захват ваххабитами высоты 715,3 — боевой эпизод вторжения боевиков в Дагестан, произошедший 5—6 сентября 1999 года в Новолакском районе Дагестана. Предшествовал инциденту с гибелью Армавирского спецназа 10 сентября.
Параллельно активное развитие событий происходило по всему району, см. статью Захват боевиками Новолакского.

## Предыстория
К началу сентября 1999 года Ботлихский район Дагестана был освобождён от боевиков. Федеральные войска окружили сёла Карамахи и Чабанмахи, бывшие опорными пунктами местных ваххабитов и единственными, где вторгнувшимся отрядам была оказана поддержка. Стремясь отвлечь внимание российских войск от этих сёл, боевики под командованием Хаттаба и Шамиля Басаева 5 сентября атаковали Новолакский район Дагестана. Этот район, многие жители которого были чеченцами-ауховцами, до того момента оставался в стороне от военных действий, и руководство боевиков рассчитывало неожиданным ударом оттянуть основные силы российских войск в Кадарскую зону.

## Бой за «телевышку»
Утром 5 сентября вторгшиеся в Дагестан боевики начали бой за господствующую высоту 715,3, на которой до войны был установлен телеретранстранслятор. Высота, известная как «Телевышка», располагалась возле села Новолакское, и с неё просматривалось как само село, так и значительная часть территории всего района, включая основные дороги
Десяткам атаковавших противостояли шесть человек — пять милиционеров Новолакского РОВД во главе с лейтенантом Халидом Мурачуевым и один пулемётчик внутренних войск, приданный группе милиционеров в качестве усиления.
Доносившиеся из села звуки стрельбы позволили защитникам высоты вовремя оценить обстановку, и лейтенант Мурачуев, раздав имевшиеся боеприпасы, организовал круговую оборону вершины. За сутки высота выдержала семь атак, удерживая в зоне действий более сотни боевиков. За это время был убит один милиционер и ранен пулемётчик. Двоих милиционеров, выносивших его с высоты, боевики сумели окружить и взять в плен, после чего на высоте остались двое раненых — лейтенант Мурачуев и младший сержант Мутей Исаев, вооружённый гранатомётом АГС.
Ранним утром 6 сентября от Мурачуева пришло последнее сообщение: «Патроны окончились. Мутей ранен, он подает гранаты, я бросаю». После того, как боевики сумели занять высоту, оба остававшихся в живых защитника были жестоко убиты: Мурачуеву отрубили голову, а Исаева закопали живым в землю. Оба они первоначально считались пропавшими без вести. Обстоятельства их гибели и места захоронения стали известны в сентябре 2000 года от пленных боевиков.
За мужество и героизм при выполнении служебного долга оба последних защитника высоты 715,3 были 31 января 2002 года представлены к званию Героя Российской Федерации.

## Итоги и последствия
В бою за высоту 715,3 было убито и ранено до 50 ваххабитских боевиков. Задержка на сутки во взятии высоты «Телевышка» лишила их действия эффекта внезапности. Ещё до завершения боя за высоту вокруг села Новолакское начали развёртывание подразделения российских войск. 8 сентября 1999 года командующий федеральными силами генерал Казанцев отдал генералу Черкашенко приказ разработать план операции по захвату высоты 715,3. Бой за возврат контроля над высотой 715,3, произошедший 10 сентября, стал широко известен из-за трагической гибели бойцов Армавирского спецназа ВВ МВД.